# Abcoude
Abcoude falu Hollandiában, Utrecht tartományban. Lakosainak száma 8791 fő (2010).

## Földrajza
Abcoude Utrecht tartományban fekszik.

## Lakosság
Abcoude lakosainak száma az elmúlt években az alábbi módon változott:
| Lakosok száma | 3407 | 4947 | 6720 | 7891 | 7967 | 8487 | 8791 |
|               | 1947 | 1960 | 1971 | 1980 | 1990 | 2000 | 2010 |